# فولاد خونین
فولاد خونین (انگلیسی: Bleeding Steel) یک فیلم در ژانر علمی تخیلی و اکشن است که در سال ۲۰۱۷ منتشر شد. از بازیگران آن می‌توان به جکی چان، شو لو، و کالن مالوی اشاره کرد. این فیلم در ۲۲ دسامبر ۲۰۱۷ در چین و در ۶ ژوئیه ۲۰۱۸ در آمریکا پخش شد.

## تولید
در ژوئن ۲۰۱۶ اعلام شد که کمپانی‌های ویلیج رودشو پیکچرز و Heyi Pictures با همکاری مالی قصد تولید فیلم علمی تخیلی و مهیج فولاد خونین را با بازی جکی چان و کارگردانی لئو ژانگ را دارند. در ۲۷ ژولای نیز برخی بازیگران این فیلم اعلام شد.

## بازخوردها
در سال ۲۰۱۸ فولاد خونین به عنوان یک فیلم ((علمی تخیلی معروف)) در ((جشنواره دانشجویی گوآنگژو)) برنده جایزه ((برگزیده دانشجویان)) شد. در راتن تومیتوز، فیلم بر اساس ۷ بازخورد توانست ۲۹٪ نظر موافق کسب کند با ریتینگ (امتیاز) میانگین ۴ از ۱۰. ساوت چاینا مورنینگ پست دربارهٔ فولاد خونین در مقایسه با فیلم قبلی جکی چان گفت: «با این فیلم، جکی چان به یک رکورد جدید در ساخت فیلم‌های سطح پائین دست یافت و گویا می‌خواهد اسمش بر روی آشغال‌های مزخرف اینچنینی باقی بماند.»